# George Strong Nares
El almirante sir George Strong Nares, KCB (Llansenseld,  24 de abril de 1831 - 15 de enero de 1915) fue un  oficial naval y explorador del Ártico británico.

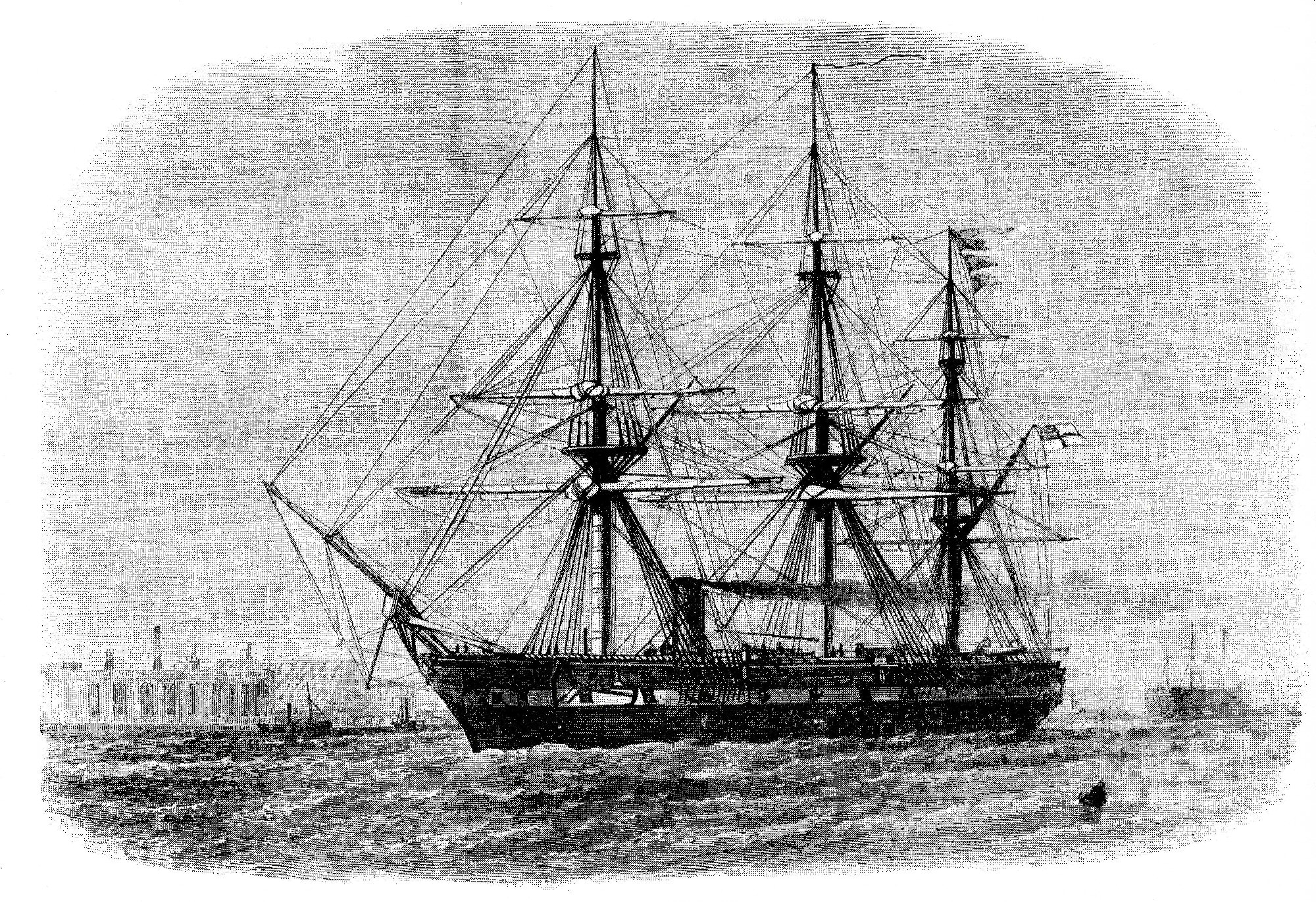
El HMS Challenger

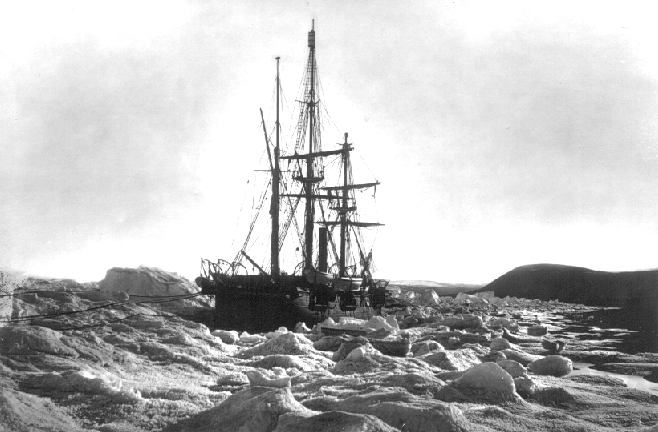
El HMS Alert atrapado por el hielo cerca de cabo Beechey, en el Canal Robeson. Fotografía publicada en «Voyage to the Polar Sea», 1878.

## Biografía
George Strong Nares nació en 1831 en Llansenseld, cerca de Abergavenny (condado de Monmouthshire), tercero de los hijos de William Henry Nares, capitán de la marina británico. 
Se educó en la «Royal Naval School» en New Cross, y en 1845 se unió a la Royal Navy a bordo del HMS Canopus, un viejo barco de guerra capturado a los franceses. Después de un desplazamiento en 1848 a la estación de Australia, en el que se desempeñó como guardiamarina y oficial. Regresó en 1851 y asistió al «Royal Naval College», en Greenwich, donde se graduó como teniente en 1852. Se casó en 1858 con Mary Grant, nacida en Southsea en 1837, y con ella tuvo nueve hijos. 

### Primer viaje al Ártico
La primera experiencia de Nares en el Ártico llegó mientras asistía como segundo oficial del buque HMS Resolute, que formaba parte de la escuadra que dirigía Sir Edward Belcher en una de las expediciones de búsqueda (1852-54) de la expedición perdida de Franklin. 
En 1856, el año final de la guerra de Crimea, sirvió como teniente en el HMS Glatton bajo el mando del capitán Arthur Cumming. Después de servir como teniente a cargo de la capacitación de los cadetes en la inauguración del buque escuela HMS Britannia y después de varias campañas de reconocimiento de la costa  NE de Australia y en el Mediterráneo, Nares alcanzó el rango de capitán en 1869.

### Expedición Challenger
Más adelante se le dio el mando de la Expedición Challenger (1872-76), pero, debido a su experiencia previa en el Ártico, fue liberado de esa tarea para hacerse cargo en 1875 de otro viaje al Ártico, la Expedición Ártica Británica en busca del polo norte, con los buques HMS Alert y HMS Discovery (capitaneado por Henry Stephenson).

### Expedición Ártica Británica
En esta expedición, Nares se convirtió en el primer explorador en haber navegado en las aguas más septentrionales de la Tierra, atravesando el canal entre Groenlandia y la  isla de Ellesmere —ahora llamado en su honor estrecho de Nares— y siendo el primer occidental que arribó al mar de Lincoln. Hasta ese momento, era una teoría popular que esa ruta conducía a un supuesto mar polar abierto, una región libre de hielo que rodearía el polo, pero Nares sólo encontró allí un páramo de hielo, la banquisa. Nares pasó el invierno de 1875-76 en cabo Sheridan (a unos 10 km al este de la actual estación meteorológica de Alert), a bordo del HMS Alert. Esta expedición permitió llegar por vez primera vez a la costa septentrional de la isla de Ellesmere. Una travesía con trineos encabezada por Albert Markham Hastings estableció un nuevo récord de acercamiento al polo, 83°20'26 N, pero la expedición, en general, fue casi un desastre. 
Los hombres sufrieron el mal del escorbuto y se vieron obstaculizados por una ropa y equipo inadecuados. Consciente de que sus hombres no podrían sobrevivir otro invierno en el Ártico, Nares se retiró precipitadamente hacia el sur con sus dos barcos en el verano de 1876.
Nares escribió un relato de la expedición «Narrative of a Voyage to the Polar Sea during 1875-6 H.M. Ships "Alert" and "Discovery"» [Narración de un viaje por el mar polar durante 1875-6, en los buques "HMS Alert" y "HMS Discovery] que fue publicado por Sampson, Low, Searle & Rivington, de Londres. Por sus servicios fue nombrado en 1876 caballero comendador de la Orden del Baño (KCB). 

### Últimos viajes
En 1878 publicó Viaje al Mar Polar («Voyage to the Polar Sea»), en el que recoge la experiencia de sus expediciones árticas en dos volúmenes, unos ejemplares muy apreciados, sobre todo por su pronta utilización de la fotografía.
Ese mismo año,  1878, se hizo de nuevo cargo del HMS Alert para reconocer el estrecho de Magallanes y varios lugares en Australia, pero tras una única temporada, regresó a Inglaterra para tomar posesión de su nombramiento como Consejero de la Marina en el Departamento de Puertos de la Junta de Comercio (1879-96).  Se retiró del servicio activo en 1886, y fue nombrado contralmirante en 1887 y vicealmirante en 1892.

## Reconocimientos
George Strong Nares fue elegido miembro de la Royal Society en 1875 y a su regreso del Ártico fue nombrado caballero y galardonado con las medallas de oro de la Royal Geographic Society (1877) y la Sociedad de Geografía de París. 
En 1964, los gobiernos de Dinamarca y Canadá acordaron que las aguas entre el norte de Groenlandia y la isla de Ellesmere debían denominarse estrecho de Nares, en honor de su descubridor y cartógrafo. 
También hay un distrito en Groenlandia llamado Naresland, una islas (Tierra de Nares), un cabo Nares en la isla de Ellesmere y, recientemente, se descubrió que una montaña Nares y un lago Nares, en Yukón, Canadá, fueron nombrados en su honor en 1883 por el subteniente F. Schwatka de la U.S. Army. El río Nares, también conocido como el río Natassa Heenie, discurre desde el lago Nares, pasando por  Carcross hasta el lago Bennet. Hay finalmente un Nares Inlet, en la bahía de Georgia, Ontario. Se presume que Puerto Nares (en la isla de Manus, en Papúa Nueva Guinea), fue nombrado en su honor por su estancia en Australia, y también hay un condado de Nares en el norte de Queensland. (Algunos historiadores creen que algunos de estos lugares pueden haber sido nombrados en honor de su hijo, John Dodd Nares, experto hidrógrafo).